# Отказавшийся у алтаря
«Отказавшийся у алтаря» (англ. Balked at the Altar) — немой короткометражный комедийный фильм Дэвида Гриффита. Премьера состоялась в США 25 августа 1908 года.

## Сюжет
Молодая девушка ловит поклонника и ведёт его к алтарю. Молодой человек убегает, но его выслеживают.

## В ролях
- Мэйбл Стаутон — Руководящая женщина англ. Female lead
- Линда Арвидсон
- Джордж Гебардт
- Гриффит, Дэвид Уорк
- Роберт Харрон
- Артур Джонсон
- Мак Сеннет
- Гарри Солтер

## Награды
Копия фильма хранится в Библиотеке Конгресса.